# Клыков, Митрофан Яковлевич
Митрофа́н Я́ковлевич Клы́ков (17 (29) октября 1847—1918) — Отдельного корпуса жандармов генерал-лейтенант, помощник Варшавского генерал-губернатора по полицейской части.

## Биография
Православный. Образование получил в Воронежской Михайловской военной гимназии. В службу вступил 01.06.1866. Окончил Одесское пехотное юнкерское училище, выпущен прапорщиком в 15-й стрелковый батальон. Участник русско-турецкой войны 1877-78 годов.
В Отдельный корпус жандармов переведён из 7-го уланского Ольвиоп. полка 19 (31) октября 1881 года.
Занимал должности:
- 11 (23) ноября 1881 — адъютанта Тифлисского Губернского жандармского управления.
- 27 июня (9 июля) 1884 — прикомандирован к Штабу Отдельного корпуса жандармов.
- 13 (25) августа 1884 — прикомандирован к Санкт-Петербургскому Губернскому жандармскому управлению.
- 22 марта (3 апреля) 1886 — помощник начальника Тифлисского Губернского жандармского управления по городу Тифлису.
- 19 (31) мая 1889 — помощник начальника Одесского Жандармского управления по городу Одесса.
- 7 (19) мая 1891 — помощник начальника Харьковского Губернского жандармского управления по Старобельскому уезду.
- 24 августа (5 сентября) 1891 — в резерве Киевского Губернского жандармского управления.
- 24 июля (5 августа) 1893 — помощник начальника Киевского Губернского жандармского управления по городу Киеву.
- 29 апреля (11 мая) 1894 — в резерве Санкт-Петербургского Губернского жандармского правления.
- 30 января (11 февраля) 1896 — начальник Эриванского Губернского жандармского управления.
- 8 (21) января 1901 — начальник Самаркандского Губернского жандармского управления.
- 13 (26) июня 1902 — начальник Виленского Губернского жандармского управления.
- 16 (29) декабря 1905 — начальник Санкт-Петербургского (с 18 (31) августа 1914 — Петроградского) Губернского жандармского управления.
- 12 (25) декабря 1914 — помощник Варшавского генерал-губернатора по полицейской части.

После Февральской революции допрашивался чрезвычайной следственной комиссией временного правительства.
- 31 марта (13 апреля) 1917 помощник Варшавского генерал-губернатора, по полицейской части, генерал-лейтенант Клыков уволен от службы, за болезнью, с мундиром и пенсией.[1]